# Regering-Chirac II
De regering-Chirac II (Frans: Gouvernement Jacques Chirac II) was de regering van de Franse Republiek van 20 maart 1986 tot 10 mei 1988.
| Ambtsbekleder                          | Ambtsbekleder        | Ambtsbekleder                    | Functie(s)                               | Ambtstermijn  | Ambtstermijn | Partij(en) |
| -------------------------------------- | -------------------- | -------------------------------- | ---------------------------------------- | ------------- | ------------ | ---------- |
|                                        | Jacques Chirac       | Jacques Chirac (1932–2019)       | Premier                                  | 20 maart 1986 | 10 mei 1988  | PRP        |
|                                        | Édouard Balladur     | Édouard Balladur (1929)          | Minister van Staat                       | 20 maart 1986 | 10 mei 1988  | RPR        |
| Minister van Financiën                 | Édouard Balladur     | Édouard Balladur (1929)          |                                          | 20 maart 1986 | 10 mei 1988  | RPR        |
| Minister van Economische Zaken         | Édouard Balladur     | Édouard Balladur (1929)          |                                          | 20 maart 1986 | 10 mei 1988  | RPR        |
|                                        | Charles Pasqua       | Charles Pasqua (1927–2015)       | Minister van Binnenlandse Zaken          | 20 maart 1986 | 10 mei 1988  | RPR        |
|                                        | Jean-Bernard Raimond | Jean-Bernard Raimond (1926–2016) | Minister van Buitenlandse Zaken          | 20 maart 1986 | 10 mei 1988  | RPR        |
|                                        | André Giraud         | André Giraud (1925–1997)         | Minister van Defensie                    | 20 maart 1986 | 10 mei 1988  | UDF        |
|                                        |                      | Albin Chalandon (1920–2020)      | Minister van Justitie                    | 20 maart 1986 | 10 mei 1988  | RPR        |
| Zegelbewaarder                         |                      | Albin Chalandon (1920–2020)      |                                          | 20 maart 1986 | 10 mei 1988  | RPR        |
|                                        | Philippe Séguin      | Philippe Séguin (1943–2010)      | Minister van Arbeid en Werkgelegenheid   | 20 maart 1986 | 10 mei 1988  | RPR        |
| Minister van Sociale Zaken             | Philippe Séguin      | Philippe Séguin (1943–2010)      |                                          | 20 maart 1986 | 10 mei 1988  | RPR        |
|                                        | René Monory          | René Monory (1923–2009)          | Minister van Onderwijs                   | 20 maart 1986 | 10 mei 1988  | UDF        |
|                                        | Pierre Méhaignerie   | Pierre Méhaignerie (1939)        | Minister van Transport                   | 20 maart 1986 | 10 mei 1988  | UDF        |
| Minister van Huisvesting               | Pierre Méhaignerie   | Pierre Méhaignerie (1939)        |                                          | 20 maart 1986 | 10 mei 1988  | UDF        |
| Minister van Ruimtelijke Ordening      | Pierre Méhaignerie   | Pierre Méhaignerie (1939)        |                                          | 20 maart 1986 | 10 mei 1988  | UDF        |
|                                        |                      | François Guillaume (1932)        | Minister van Landbouw en Visserij        | 20 maart 1986 | 10 mei 1988  | RPR        |
|                                        | Bernard Pons         | Bernard Pons (1926–2022)         | Minister van Overzeese Gebiedsdelen      | 20 maart 1986 | 10 mei 1988  | RPR        |
|                                        | François Léotard     | François Léotard (1942–2023)     | Minister van Cultuur en Communicatie     | 20 maart 1986 | 10 mei 1988  | UDF        |
|                                        | Alain Madelin        | Alain Madelin (1946)             | Minister voor Industriële Zaken          | 20 maart 1986 | 10 mei 1988  | UDF        |
| Minister voor Telecommunicatie en Post | Alain Madelin        | Alain Madelin (1946)             |                                          | 20 maart 1986 | 10 mei 1988  | UDF        |
| Minister voor Toerisme                 | Alain Madelin        | Alain Madelin (1946)             |                                          | 20 maart 1986 | 10 mei 1988  | UDF        |
|                                        |                      | Michel Aurillac (1928–2017)      | Minister voor Samenwerking               | 20 maart 1986 | 10 mei 1988  | PRP        |
|                                        | André Rossinot       | André Rossinot (1939)            | Minister voor Parlementaire Betrekkingen | 20 maart 1986 | 10 mei 1988  | UDF        |

| Viceministers | Viceministers  | Viceministers            | Functie(s)          | Leidinggevend Minister            | Ambtstermijn  | Ambtstermijn | Partij(en) |
| ------------- | -------------- | ------------------------ | ------------------- | --------------------------------- | ------------- | ------------ | ---------- |
|               |                | Hervé de Charette (1939) | Publieke Diensten   | Premier                           | 20 maart 1986 | 10 mei 1988  | UDF        |
|               | Michel Noir    | Michel Noir (1944)       | Buitenlandse Handel | Minister van Financiën            | 20 maart 1986 | 10 mei 1988  | PRP        |
|               | Alain Juppé    | Alain Juppé (1945)       | Begrotingszaken     | Minister van Financiën            | 20 maart 1986 | 10 mei 1988  | PRP        |
|               |                | Michèle Barzach (1943)   | Volksgezondheid     | Minister van Sociale Zaken        | 20 maart 1986 | 10 mei 1988  | RPR        |
| Gezin         |                | Michèle Barzach (1943)   |                     | Minister van Sociale Zaken        | 20 maart 1986 | 10 mei 1988  | RPR        |
|               | Alain Carignon | Alain Carignon (1949)    | Milieu              | Minister van Ruimtelijke Ordening | 20 maart 1986 | 10 mei 1988  | PRP        |